# Mládzovo
Mládzovo (in ungherese Nemesfalva) è un comune della Slovacchia facente parte del distretto di Poltár, nella regione di Banská Bystrica.